# Encarnación (película)
Encarnación es una película dramática argentina de 2007 dirigida por Anahí Berneri. Está protagonizada por Silvia Pérez, Martina Juncadella, Luciano Cáceres y Osmar Núñez. La película se estrenó el 11 de octubre de 2007 en las salas de cines de Argentina.

## Sinopsis
Cuenta la historia de Erni, una actriz y exvedette que hace tiempo no tiene un éxito, por lo que decide viajar a su ciudad de origen para el cumpleaños de su sobrina. Allí se reencontrará, después de muchos años, con su familia, la cual siempre estuvo en contra del estilo vida que eligió Erni.

## Elenco
- Silvia Pérez como Erni Levier
- Martina Juncadella como Ana
- Luciano Cáceres como Roberto
- Osmar Núñez como Esteban
- Inés Saavedra como Dora
- Carlos Portaluppi como Osmar
- Fabián Arenillas como Jorge
- Javier Van de Couter como Luciano
- Luciana Lamoglia como Roxana
- Peto Menahem como Notero
- Pablo Sigal como «Bicho»
- Leonel Sorrentino como Juampi
- Florencia Ferrari como Lala

## Recepción

### Comentarios de la crítica
La película recibió críticas positivas por parte de la prensa. Paraná Sendrós de Ámbito Financiero apreció las actuaciones de Pérez y Juncadella describiéndolas como «impresionante» y «destacable» respectivamente. Juan Pablo Cinelli de Página 12 expresó «Anahí Berneri ha sabido elegir a sus actores y, del humor al morbo, hacerles decir y hacer lo necesario para que esta historia de dinámica serena no se volviese una invitación a la siesta».

### Premios y nominaciones
| Lista de premios y nominaciones | Lista de premios y nominaciones                 | Lista de premios y nominaciones  | Lista de premios y nominaciones                                         | Lista de premios y nominaciones | Lista de premios y nominaciones |
| Año                             | Organización                                    | Categoría                        | Nominado/a(s)                                                           | Resultado                       | Ref(s)                          |
| ------------------------------- | ----------------------------------------------- | -------------------------------- | ----------------------------------------------------------------------- | ------------------------------- | ------------------------------- |
| 2007                            | Festival Internacional de Cine de Toronto       | Premio a la innovación artística | Anahí Berneri                                                           | Ganadora                        | [ 5 ]                           |
| 2007                            | Festival Internacional de Cine de San Sebastián | Premio Fipresci                  | Encarnación                                                             | Ganador                         | [ 6 ]                           |
| 2008                            | Premios Cóndor de Plata                         | Mejor actriz                     | Silvia Pérez                                                            | Nominada                        | [ 7 ]                           |
| 2008                            | Premios Cóndor de Plata                         | Mejor actriz de reparto          | Martina Juncadella                                                      | Nominada                        | [ 7 ]                           |
| 2008                            | Premios Cóndor de Plata                         | Mejor actriz revelación          | Silvia Pérez                                                            | Nominada                        | [ 7 ]                           |
| 2008                            | Premios Cóndor de Plata                         | Mejor guion original             | Anahí Berneri, Mariana Dolores Espeja, Gustavo Malajovich y Sergio Wolf | Nominados                       | [ 7 ]                           |
| 2008                            | Premios Sur                                     | Mejor actriz                     | Silvia Pérez                                                            | Nominada                        | [ 8 ]                           |
| 2008                            | Premios Sur                                     | Mejor actriz de reparto          | Martina Juncadella                                                      | Nominada                        | [ 8 ]                           |
| 2008                            | Premios Sur                                     | Mejor actriz revelación          | Martina Juncadella                                                      | Nominada                        | [ 8 ]                           |